# Wali (tireur d'élite)
Pour les articles homonymes, voir Wali.
Wali (en arabe :  والي) est le nom de guerre d'un tireur d'élite canadien du Québec s'étant illustré sur les théâtres de guerre d'Afghanistan, au sein de l'armée canadienne jusqu’en 2015.
Puis son engagement est paramilitaire. Ainsi, la même année en Irak, il combat aux côtés des Peshmergas. Au printemps 2022, celui que les tabloïds décrivent parfois à cette époque comme le « meilleur tireur d’élite au monde » rejoint l'Ukraine pour combattre l'invasion russe, devenant un symbole de l'appui des combattants étrangers à la cause ukrainienne. 

## Biographie
Wali est né à Montréal d’une mère originaire du Québec et d’un père originaire de l'Équateur,. Adolescent, Wali s’engage comme cadet de l’Air, ce qui lui permet d'obtenir sa licence de pilote pour planeur. En 2015, Wali entame une carrière civile de développeur dans le domaine de la cryptomonnaie,,,,,. Wali vit au Québec où il a une conjointe, qui donne naissance à leur fils en mars 2021,,,,,,. En 2023, il se définit comme un « soldat spirituel » chrétien,.

## Avec l'armée canadienne
Wali s'engage dans les Forces armées canadiennes en 2002. Après une période de trois ans dans un régiment d’artillerie à Gagetown, au Nouveau-Brunswick, Wali rejoint le Royal 22e Régiment comme fantassin, puis se spécialise comme tireur d’élite,,. Lors de sa formation, il fait une partie de ses classes à Fort Benning. Une fois la qualification de « tireur d’élite » reçue, il intègre une unité de tireurs d'élite du Royal 22e Régiment composée de quatre soldats amenée à être déployée sur un théâtre d’opérations.
Wali est déployé deux fois en Afghanistan en 2009 et 2011,,. Lors de son premier déploiement, il combat pendant six mois les Talibans aux côtés des troupes américaines dans le Kandahar, avant de revenir environ un an plus tard pour encadrer la police afghane pendant 9 mois,. C’est au cours de cette période, et au contact des Afghans, qu’il gagne le surnom « Wali », qui signifie « protecteur » ou « gardien » en arabe,,,.
Au sein de l'armée, Wali évolue au grade de caporal et réalise plusieurs projets multimédias. Il publie un album photos relatant ses missions en Afghanistan,. Après douze ans de service, il est démobilisé en avril 2015 avec « mention honorable »,,,,.

## Engagements paramilitaires

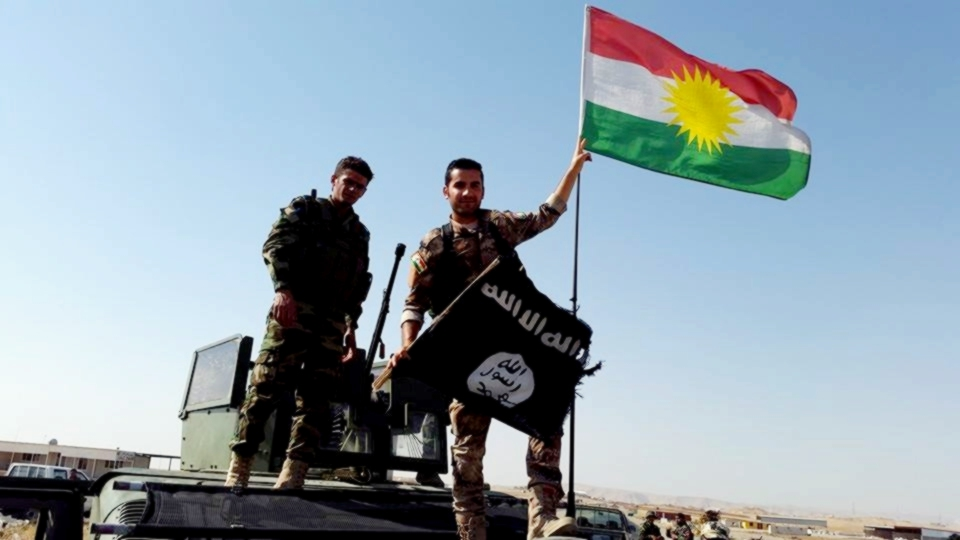
Des Peshmergas victorieux hissent le drapeau kurde en lieu et place de celui de l'État islamique.

### Irak
Après s’être rendu en Syrie en juillet 2015 en vue de se battre contre les troupes de l'État islamique au côté des Lions du Rojava, Wali gagne le Nord de l'Irak peu de temps après, où il poursuit le même ennemi pendant trois mois et demi au côté des Peshmergas, non loin de Kirkouk,,,,,,,,. Durant son engagement, il est le principal protagoniste du documentaire Ma guerre, réalisé par Julien Fréchette. Il rentre au Canada en octobre 2015,. Après un différend traduit en justice à la suite d’un fait divers en 2016, Wali obtient une certification médicale montrant que sa santé mentale n’a pas été affectée par ses missions à l’étranger. Il songe à cette époque retourner au Proche-Orient à l’autonome 2016 afin d’y poursuivre son engagement et y tourner un documentaire.

### Ukraine

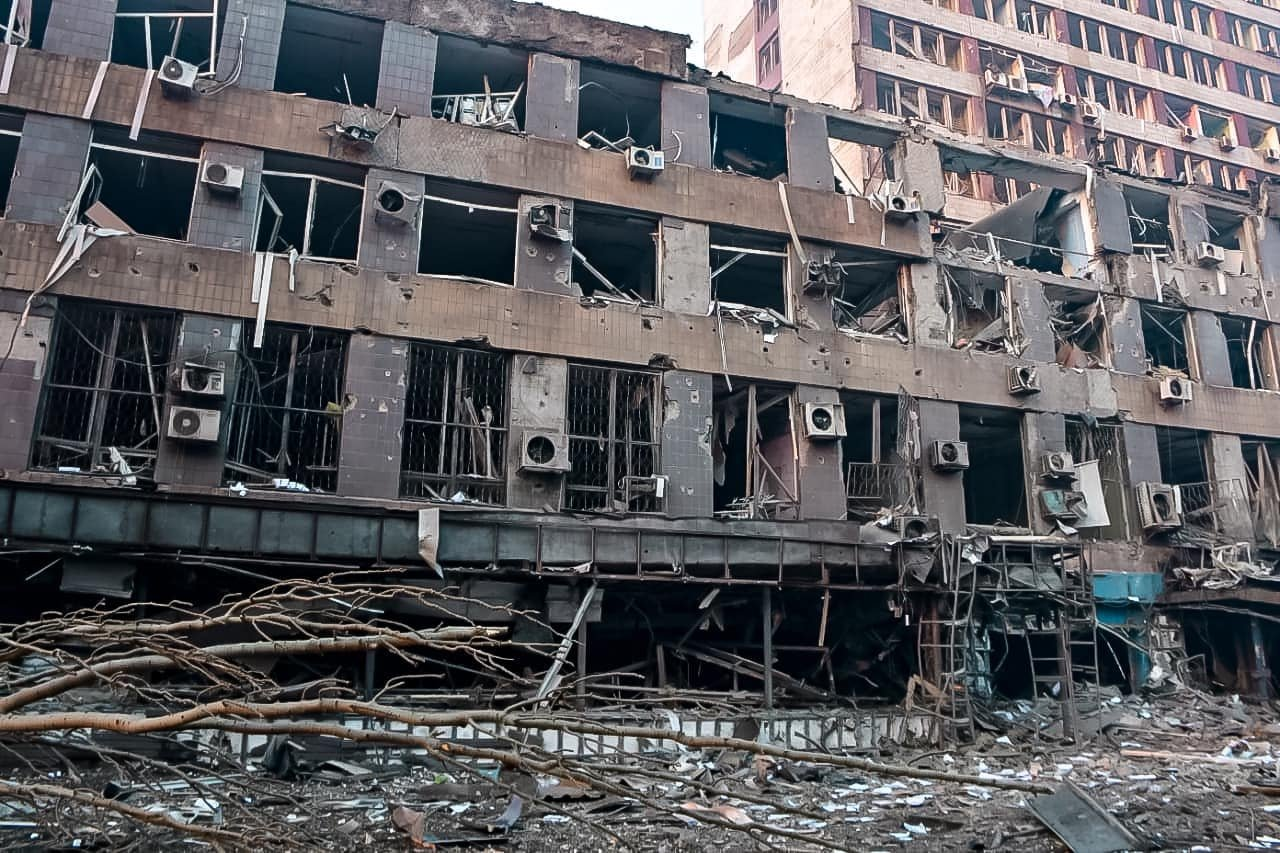
Bâtiment détruit à Marioupol, ville assiégée dans laquelle la rumeur voulait que Wali ait perdu la vie.

#### Déroulement
Wali est contacté par un ami qui le convainc de s’engager en Ukraine, envahi par la Russie. Le 3 mars 2022, Wali arrive sur le théâtre militaire ukrainien comme volontaire  au sein de la Brigade normande — une unité de volontaires privée,,,,.  Pour cela, Wali se rend à Varsovie par avion puis franchit de nuit la frontière avec l’Ukraine avec trois autres Canadiens,,,. Quelques jours plus tard, une infox imputée au camp russe relate sa mort — prétendument survenue dès son arrivée à Marioupol,,, — mais est démentie peu de temps après par l'intéressé,,,,,,,,,. Durant le conflit, son travail comprend la communication avec l'artillerie, la surveillance et l'identification des positions ennemies. Il quitte ensuite la Brigade normande pour une autre, car le mode opératoire qui y est exigé n'est pas conforme à son point de vue,. Il participe aux batailles d'Irpin et du Donbass,,. Il est aperçu à Dnipro avant la fin de son engagement. Wali assure n’avoir tiré qu’à deux reprises,.
Début mai 2022, il se met temporairement en retrait du conflit — totalement différent de celui expérimenté au Moyen-Orient — et retourne au Québec,,,,. Cependant, il ne cache pas sa volonté de retourner se battre en Ukraine. En août 2022, un film biographique provisoirement intitulé The Good Fight (Le bon combat), produit par Den Tolmor et coécrit par Nicholas Klein est en projet,,,,.

#### Équipement

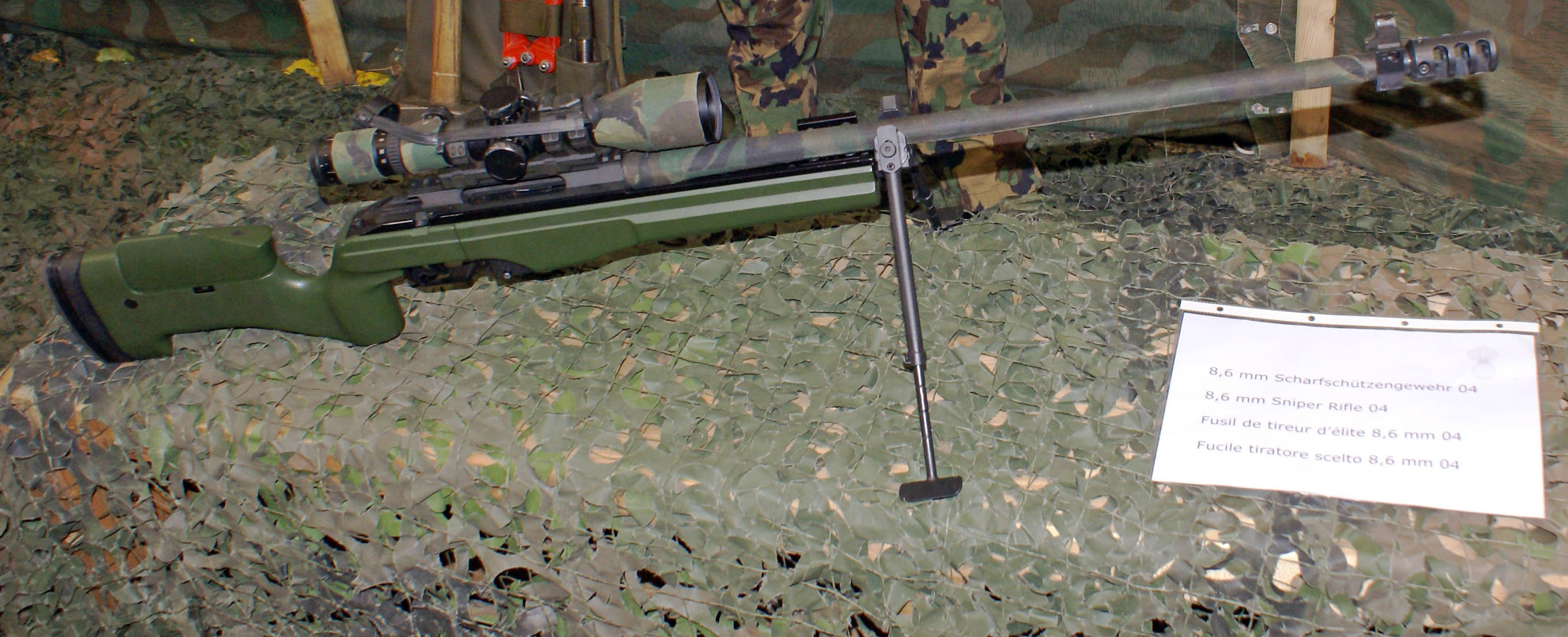
Exemplaire du modèle de fusil de précision utilisé par Wali pendant la guerre russo-ukrainienne en 2022.

Voyageant léger, Wali part pour l'Ukraine avec, « dans son sac à dos, [un] masque à gaz, une tenue ghillie, une paire de jumelles et la veste de combat qu’il utilisait en Afghanistan »,. Au combat, il utilise un Sako TRG-42 (chambré pour la cartouche .338 Lapua Magnum) et une AK-74,,,,,. Lors de ce premier déploiement, Wali est accompagné d’un frère d’armes appelé Shadow, lui servant d’auxiliaire,,,,,.

## Avec l’armée ukrainienne
Wali commence à planifier son retour en Ukraine au mois de juin 2022 puis l’accomplit à la mi-septembre. Il est revenu former un groupe de 150 tireurs d’élite ukrainiens, et dans l’attente de recevoir un commandement au sein des forces armées ukrainiennes,,. Après un retour au Canada où il s’attelle à l’écriture d’un livre intitulé War in Ukraine – What really happened to Wali, il prépare un troisième déploiement en Ukraine en 2023,. Ce troisième déploiement effectué, il en revient. 

## Motivations

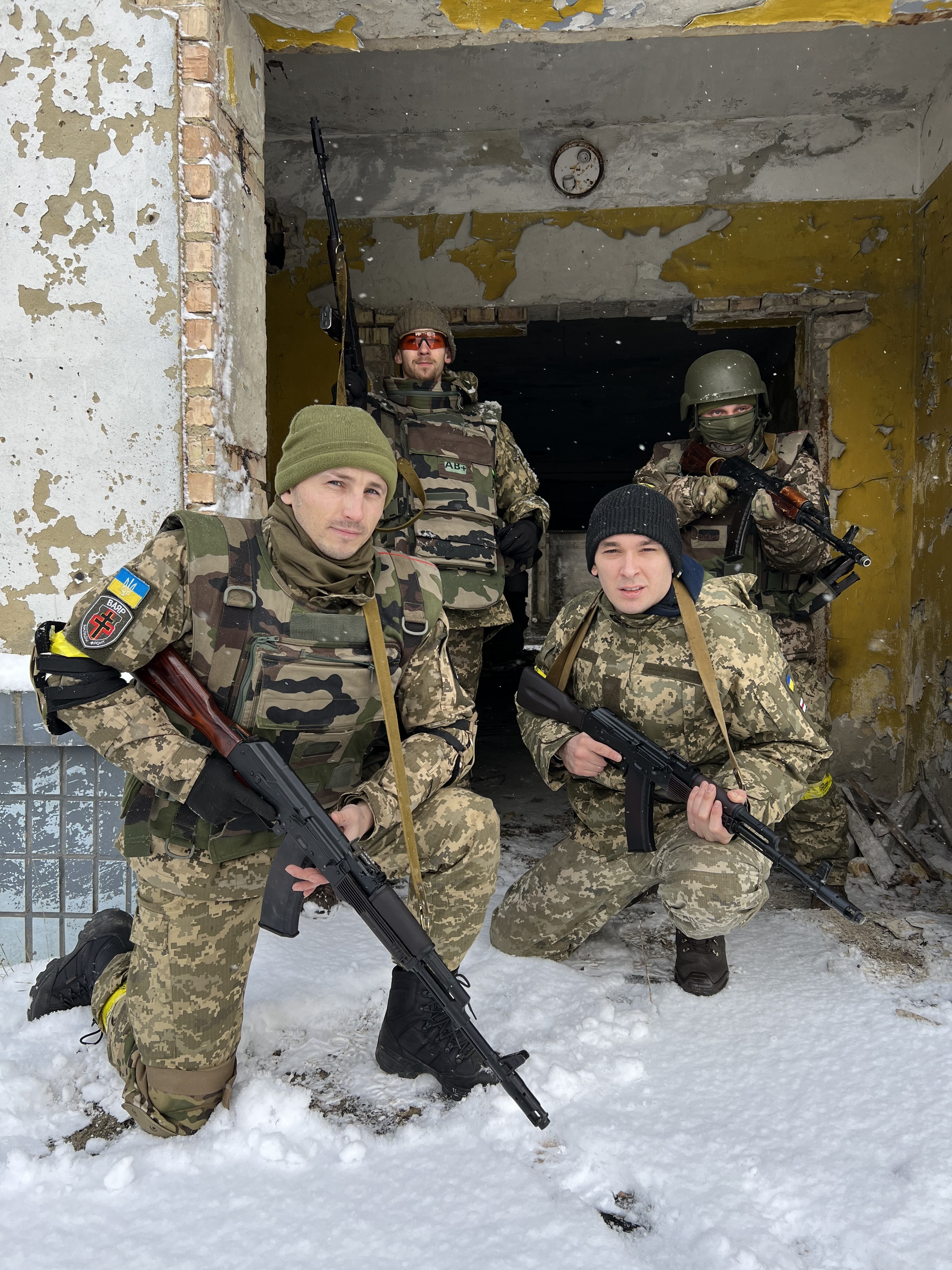
À la manière de Wali, ces combattants volontaires biélorusses du régiment Kastous-Kalinowski prêtent main-forte à l’Ukraine en 2022.

L'une des motivations de Wali est de témoigner pour une cause qu'il considère comme juste. Ainsi, lors de son séjour en Irak, il tourne le documentaire Parmi les héros dont le but est de montrer le quotidien des combattants kurdes de la région. Ceci a pour objet de convaincre le gouvernement du Canada et la communauté internationale d’envoyer des troupes et de l’équipement dans la Kurdistan irakien, afin de vaincre l'État islamique,,.
De même, son témoignage sur les combats en Ukraine est parfois sollicité par les médias occidentaux,,,. Ces propos sont détournés et utilisés à plusieurs reprises par certains médias russes et chinois (en) afin de discréditer l’armée ukrainienne,. Lors de sa première participation aux combats en Ukraine, il anime le podcast « Le journal de Wali » sur une plateforme dépendante de la radio CHOI-FM,,.

## Analyses
Aurélie Campana, professeur à l'Université Laval et spécialiste des conflits et du terrorisme, indique que l'importance de son action sur le plan militaire est mineure tandis que la portée symbolique de son action est très forte. Professeur à l'Université Laval et spécialiste surveillance et construction sociale du risque, Stéphane Leman-Langlois juge que le documentaire Parmi les héros est une téléréalité « macho-militaro-humanitaire », affirmant que les soldats qui y sont présentés sont des « électrons libres ».
L'engagement de Wali en Ukraine, selon Simon Thibault, professeur au département de science politique de l’Université de Montréal et spécialiste de la propagande, de la désinformation et de la manipulation en ligne, « est devenu un symbole » de l’appui des combattants étrangers à la cause ukrainienne. Cette figure « légendaire » est le résultat d’une surexposition médiatique à l’annonce de son arrivée dans le pays, certains tabloïds faisant de Wali le « meilleur tireur d’élite au monde », ou encore le « plus meurtrier », lui attribuant, à tort, l’assassinat de 40 à 60 russes par jour ou le record de distance de tir létal,,,,. Cette couverture médiatique mondiale et bienveillante est parfois attribuée aux médias occidentaux ou ukrainiens, qui utiliseraient Wali à des fins de propagande.  
À la manière d’Aurélie Campana, James Carafano (en), expert en défense, renseignement et sécurité intérieure, estime lui aussi que la présence de quelqu'un comme Wali peut remonter le moral des combattants amis, même si sa seule participation ne suffit pas à inverser le cours de la guerre.
Selon Luc Lavoie, colonel honoraire d’un régiment canadien, l’attitude de Wali ressemble à celle observée chez certains soldats atteints de trouble de stress post-traumatique.

## Publications et productions

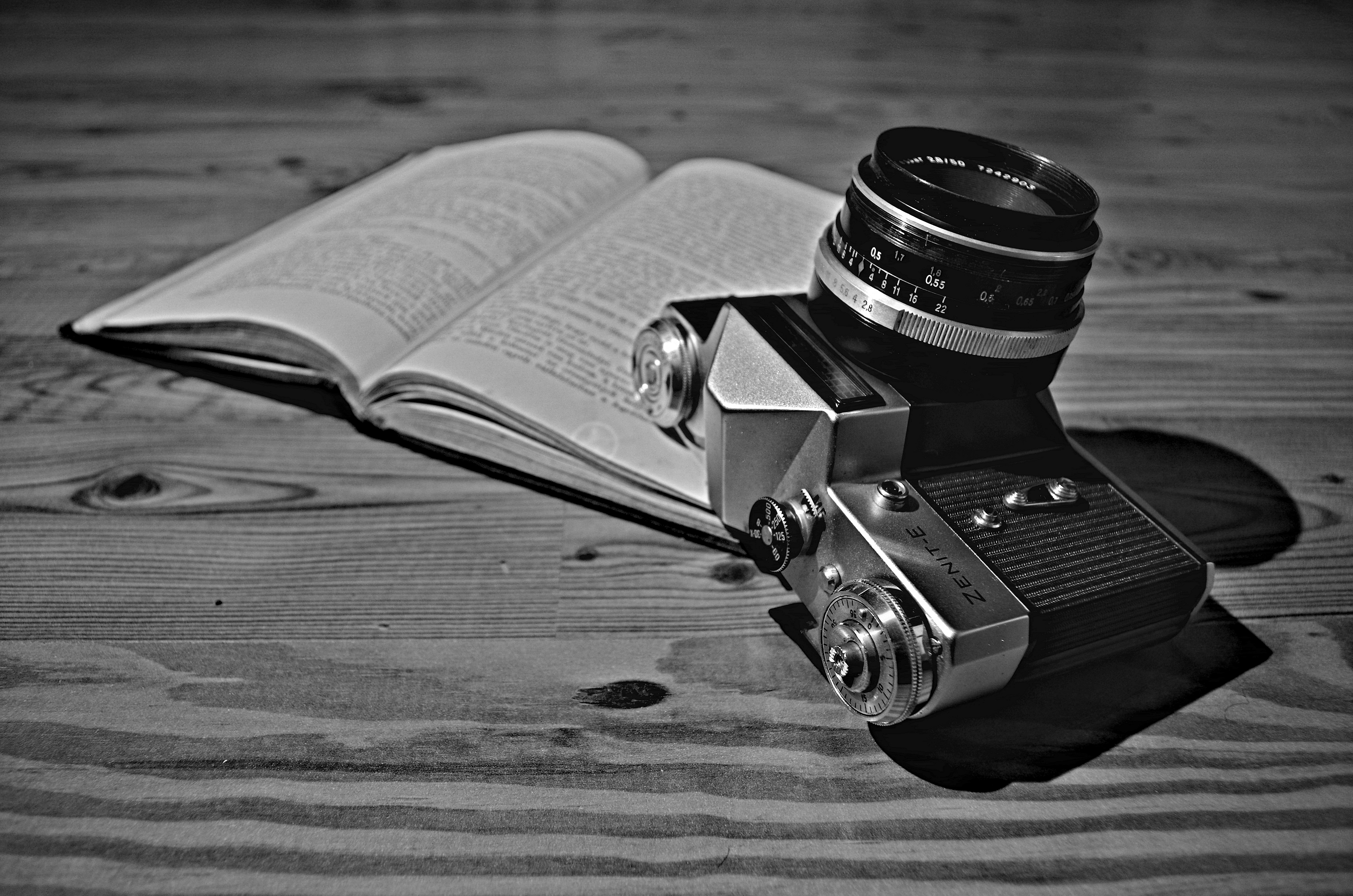
Wali compte plusieurs publications et productions à son actif.

Pour tous les domaines — artistique, écrits et cinématographique — la publication ou la production se fait à compte d'auteur.
- (en) The other side of the lens, vol. 1 : The photographic journey of a canadian sniper in Afghanistan, 2012, 170 p. (ISBN 2-9812-3243-6 et 978-2-9812-3243-4).
- L'autre côté de la lentille, vol. 1 : Le voyage photographique d'un tireur d'élite canadien en Afghanistan, 2012, 170 p. (ISBN 978-2981232427).
- Mission : tireur d'élite : L'histoire non censurée de quatre tireurs d'élite en Afghanistan, Québec, La Torche et l'épée, 2019, 562 p. (ISBN 2-9812-3248-7 et 978-2-9812-3248-9)[136],[18],[137],[138].
- (en) The Nameless Traveler, 2014, 190 p. (ISBN 9782981232465).
- Le Voyageur Sans Nom, 2014, 212 p. (ISBN 9782981232410 et 298123241X).
- [vidéo] « Parmi les héros », 2016[121],[111].